# Peter Gritzmann

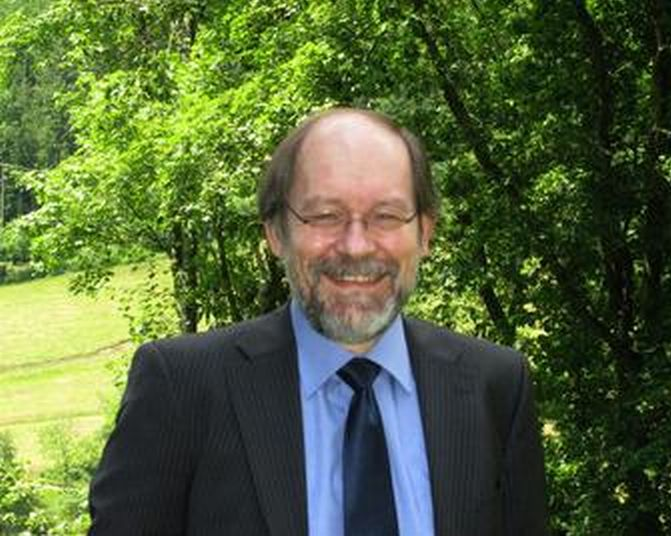
Gritzmann in Oberwolfach 2010

Peter Gritzmann (* 17. Dezember 1954 in Dortmund) ist ein deutscher Mathematiker.

## Leben
Gritzmann studierte an der Universität Dortmund Mathematik (Nebenfach Wirtschaftswissenschaften) mit einem Diplom-Abschluss 1978. Er wurde 1980 bei Jörg Wills an der Universität Siegen promoviert (Polyedrische Realisierungen geschlossener 2-dimensionaler Mannigfaltigkeiten im {\displaystyle R^{3}}) und habilitierte sich 1984 in Siegen. 
Danach war er Professor in Siegen, in Augsburg und an der Universität Trier und wurde 1997 Professor für Mathematik an der TU München. 2004 bis 2008 war er dort Direktor der Carl Linde Akademie, von 2008 bis 2011 war er Vizepräsident für Lehre an der TU München. Er war unter anderem Gastprofessor an der University of Washington in Seattle, der University of Minnesota in Minneapolis und der Universität Paris VII. Im Herbst 2020 wurde er pensioniert.

## Wirken
Gritzmann befasst sich mit diskreter Mathematik, Optimierung und angewandter Geometrie. Er schreibt auch  populärwissenschaftliche Bücher über Mathematik.
1974 bis 1978 war er Stipendiat der Studienstiftung des Deutschen Volkes und 1986/87 hatte er ein Fedor Lynen Forschungsstipendium der Alexander von Humboldt-Stiftung (deren Auswahlkomitee für das Stipendium er später  vorstand). 1992 erhielt er den Max-Planck-Forschungspreis, 2000 die Karl-Max-von-Bauernfeind-Medaille und 2013 den Euro Excellence in Practice Award. 2002 und 2003 war er Präsident der Deutschen Mathematiker-Vereinigung. 2002 bis 2006 war er im Kuratorium des Deutschen Museums.

## Schriften
- mit René Brandenberg: Das Geheimnis des kürzesten Weges. Ein mathematisches Abenteuer. Springer, Berlin u. a. 2002 (erschien 2001), ISBN 3-540-42028-2 (3., überarbeitete Auflage. ebenda 2005, ISBN 3-540-22193-X; auch ins Italienische und Japanische übersetzt).
- als Herausgeber mit Ehrhard Behrends, Günter M. Ziegler: π & Co. Kaleidoskop der Mathematik. Springer, Berlin u. a. 2008, ISBN 978-3-540-77888-2.
- Grundlagen der Mathematischen Optimierung. Diskrete Strukturen, Komplexitätstheorie, Konvexitätstheorie, Lineare Optimierung, Simplex-Algorithmus, Dualität. Springer Spektrum, Wiesbaden 2013, ISBN 978-3-528-07290-2.
- Plausibel, Logisch, Falsch. Auf den Holzwegen des gesunden Menschenverstandes. C.H. Beck, München 2024, ISBN 978-3-406-81425-9.